# Teresa Soares de Ribadouro
Teresa Soares de Ribadouro (antes de 1189 - depois de 1243), foi uma rica-dona portuguesa, e senhora de várias honras..

## Primeiros anos
Teresa era filha do magnate Soeiro Viegas de Ribadouro, filho mais novo de Egas Moniz, o Aio, e da sua sua esposa Sancha Bermudes de Trava, sobrinha do primeiro rei de Portugal, Afonso Henriques. Estava, portanto, estreitamente aparentada à família real portuguesa. Herdou do pai, enquanto tenente de Lamego, muitas honras nesta região.

## Casamento
Teresa Soares terá desposado, em data incerta, o poderoso magnate Gonçalo Mendes II de Sousa. É provável que tenham casado em data anterior a 1211.

### O conflito sucessório de 1211ː divergência nobiliárquica
Companheiro de armas e mordomo de Sancho I, o marido de Teresa fora, juntamente com o irmão dela. Lourenço Soares de Ribadouro, e ainda Gonçalo Soares, Pedro Afonso de Ribadouro, e Martim Fernandes de Riba de Vizela, executor testamentário daquele rei. Teria de fazer valer os direitos do rei no caso de o seu testamento não se cumprisse como o mesmo havia estipulado. O infante não concordou com o testamento deixado pelo pai, no qual teria de ceder terras às suas irmãs, equiparadas a ele em título, e recusou cumpri-lo.
Desta forma, os primeiros anos do reinado do sucessor, Afonso II de Portugal, foram marcados por violentos conflitos internos entre o rei e as suas irmãs Mafalda, Teresa e Santa Sancha de Portugal, a quem Sancho legara em testamento, sob o título de rainhas, a posse dos castelos de Montemor-o-Velho, Seia e Alenquer, com as respectivas vilas, termos, alcaidarias e rendimentos. Ora, Afonso, tentando evitar a supremacia da influência dos nobres no seu governo, pretendia centralizar o seu poder, mas para isso incorria contra as irmãs e em último caso contra o testamento paterno, do qual Gonçalo ficara encarregue de defender. Este, como executor testamentário, e talvez por ter sido um grande companheiro do rei, foi o que mais agiu em defesa das últimas vontades de Sancho, empenhando-se em fazê-las cumprir e jurá-las solenemente. Assim é perfeitamente compreensível que Gonçalo tivesse defendido intensamente a posição das infantas, sobretudo nas terras onde dominava como tenente: Montemor-o-Novo, Sesimbra, Lisboa, Sintra, Torres Vedras, Abrantes e Óbidos, além das já referidas, inaugurando um período no qual os Sousas, firmes apoiantes da realeza portuguesa, se lhe opunham pela primeira vez.
Alguns dos cinco grandes nobres citados juntaram-se a ele na defesa da posição das três rainhas de Portugal. Contudo, alguns permaneceram do lado do rei: sabe-se que Lourenço Soares, irmão de Teresa, se terá mantido do lado do novo rei, sendo esta posição também compreensível dado o estreito vínculo que unia a Casa de Ribadouro à Casa Real: Afonso I de Portugal fora pupilo de Egas Moniz, o Aio; e mais tarde várias damas daquela família haviam educado infantes (como o caso de Urraca Viegas de Ribadouro, tia de Lourenço, que educara a Rainha Mafalda).
A posição de Gonçalo teve consequências imediatasː foi retirado do cargo de mordomo, e a sua hegemonia na corte viu também um fim, sendo afastado. Na mordomia é substituído por Martim Fernandes, um dos executores testamenteiros que, como se pode depreender, terá ficado do lado do rei, como Lourenço Soares. Despeitado, e talvez até então receoso de se opor ao rei, Gonçalo encontrou neste ato a justificação para se assumir abertamente como dedicado defensor dos direitos das infantas irmãs do rei, e como acérrimo inimigo da política centralizadora de Afonso II.
No ano seguinte, em 1212, Afonso II intimou as irmãs para que que lhe fizessem restituição das terras herdadas. Em respostas, as três infantas-rainhas, Teresa, Sancha e Mafalda, recolheram-se ao fortíssimo e quase inexpugnável castelo de Montemor-o-Velho, que era da primeira e estava guardado por Gonçalo. As tropas reais, sob comando de Martim Anes de Riba de Vizela, combateram as hostes das infantas, junto aos pântanos próximos do castelo.
Este conflito seria resolvido somente com intervenção do Papa Inocêncio III; o rei indemnizaria as infantas com uma soma considerável de dinheiro, e a guarnição dos castelos foi confiada a cavaleiros templários, mas era o rei que exercia as funções soberanas sobre as terras e não as infantas. Porém os Sousas (e com eles Teresa) seriam renegados durante todo o reinado, e assim sendo saíram de Portugal, refugiando-se em outras cortes peninsulares. Gonçalo nunca chegaria a gozar de influência na corte de Afonso II.

#### Problemas matrimoniais
Desconhecendo-se as causas, mas havendo uma probabilidade de se dever às posições opostas do irmão e do marido, Teresa começou a enfrentar problemas no seu matrimónio, a tal ponto que, ainda durante o reinado de Afonso II, Gonçalo terá duvidado da sua fidelidade: magoada pela desconfiança do marido, Teresa sujeitou-se voluntariamente a uma prova caldária, na presença da pessoa do rei, da qual felizmente saiu ilesa. Porém tal prova não a perdoou ao marido: apesar de este desejar a reconciliação, esta virou-lhe as costas, e nunca mais lhe quis falar e muito menos ver. Permaneceram separados durante o resto da sua vida, tendo Teresa entrado no Mosteiro de Arouca.

## O florescer da corte sousã

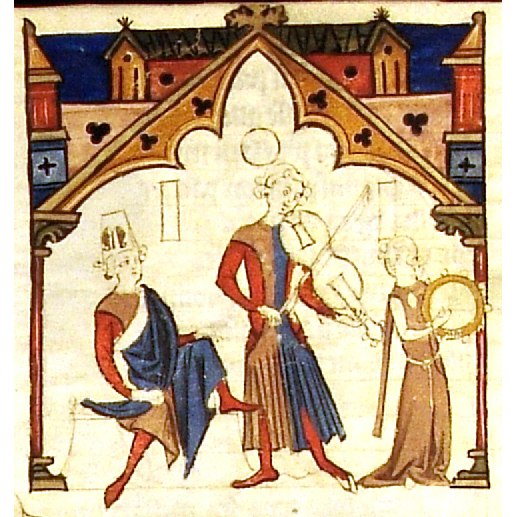
Trovadores, representados no Cancioneiro da Ajuda.

### Regresso
A morte prematura de Afonso II em 1223 permitiu o regresso da família de Gonçalo, aproveitando a menoridade de Sancho II de Portugal para readquirirem influência. De facto, no assento da demanda entre as infantas e a coroa, estabelecida em 1223, reinando já Sancho II, e com a qual afirmava a infanta-rainha Mafalda que o castelo de Montemor poderia ser entregue a oito fidalgos, entre eles Gonçalo Mendes. Este no entretanto herdara várias tenências do cunhado, Lourenço Soares de Ribadouro, sobretudo na região da Beira.

### O patrocínio da cultura
A família de Sousa seria a maior patrocinadora da trovadorismo, e o próprio Gonçalo estava ligado a variados trovadoresː o seu irmão, Garcia Mendes II, os sobrinhos Gonçalo Garcia e Fernão Garcia, e um seu genro, Afonso Lopes de Baião. O trovador D. Abril confirma uma doação de Gonçalo Mendes II, que ainda arma cavaleiro Gonçalo Gomes de Briteiros, irmão do trovador Rui Gomes de Briteiros.
O ambiente geralmente régio em que se centrava esta atividade deparava-se em Portugal com um ambiente mais senhorial, que era o que de facto recebia e fazia florescer o trovadorismo, na língua vernácula (galego-português), em oposição à preferência da cúria régia pelo latim tradicional que continuava a manifestar-se em documentos desta proveniência.

## Viuvez e morte
O seu marido, de quem se separara havia vários anos, acabou por falecer, a 25 de abril de 1243. Sabe-se que Teresa sobreviveu ao marido pois conhecem-se vários atos enquanto senhora e herdeira do seu esposoː revelou-se, como viria a ser também a sua filha Maria Gonçalves de Sousa, uma grande usurpadora de bens fundiários atuando sobretudo perto de Travassos, a sua zona de herança. Um caso de destaque é o de Lavandeira, perto da honra que Teresa herdara, mas também existiam relatos de outros casos semelhantes em povoações vizinhasː esta pedira um empréstimo de um casal pertencente à igreja de Santa Tecla, pagando 26 maravedis por ele, mas não o voltou a devolver quando assim fora instada pelo pároco. Desta forma Teresa usurpou também o tributo da vila destinado ao rei de Portugal.
Terá falecido em data incerta, posterior de 1243, deixando os seus bens às filhas.

## Casamento e descendência
Teresa Soares desposou Gonçalo Mendes II de Sousa (c.1170 - 25 de abril de 1243), de quem se separou entre 1211 e 1223. O casal teve a seguinte descendênciaː
- Mendo Gonçalves II de Sousa, serviu o exército régio e está atestado em 1223, podendo ter falecido ainda em vida do pai[11]. Casa com Teresa Afonso Teles, de quem tem Maria Mendes I de Sousa;
- Mor Gonçalves de Sousa (m. 7 de setembro de 1283[12]), casou com Afonso Lopes de Baião;
- Maria Gonçalves de Sousa, não casou;
- Sancha Gonçalves de Sousa, freira no Mosteiro de Arouca.